# Масо, Рафаэль
Рафаэ́ль Масо́-и-Валенти́ (исп. и кат. Rafael Masó i Valentí; 16 августа 1880, Жирона — 13 июля 1935, там же) — каталонский архитектор первой половины XX века, работавший преимущественно в родном городе Жирона.

## Биография
Рафаэль Масо родился в традиционной католической, консервативной семье. Строгое воспитание и любовь к традициям оказали влияние на всю последующую жизнь архитектора. С самого детства он вращался в творческих кругах Жироны, так как его отец был очень состоятельным городским адвокатом, в свободное время собиравшим живопись местных художников.

## Учёба в Барселоне
Во время учёбы в Барселоне, Рафаэль Масо сближается с представителями движения Новесентизм, объединившего многих видных представителей культуры и искусства Каталонии. Движение ратовало за создание на территории региона Каталонии обособленной и неповторимой архитектуры и литературы. Учёба в Барселоне сильно повлияла на дальнейшее творчество Масо, в особенности работы ещё одного яркого архитектора Антонио Гауди.

## Творчество Рафаэля Масо
Стиль Рафаэля Масо, безусловно, вобрал в себя основные черты новесентизма. Это соединение основ каталонского неоклассицизма, модерна с чертами традиционной каталонской архитектуры. На сложное творчество Рафаэля Масо оказало влияние движение искусств и ремесел, а также школа венского модерна. Диапазон построек архитектора варьируется от частного строительства вилл, городских особняков и коттеджей, до общественных зданий, таких как школы, фабрики и магазины. Среди самых ярких работ Рафаэля Масо перестройка Casa (дом) Maso, строительство фабрики Farinera Teixidor, здание культурного центра Athenea.

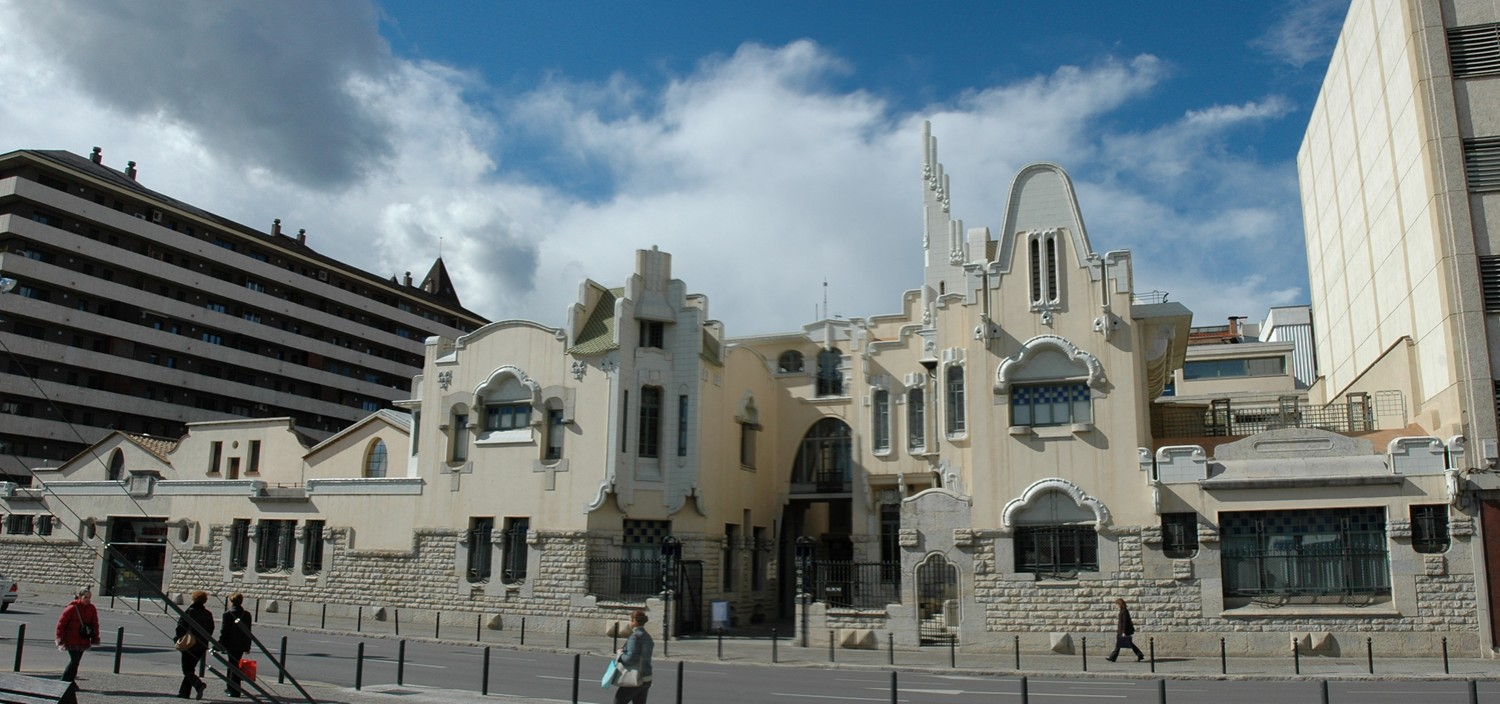
Мукомольное предприятие (1910)
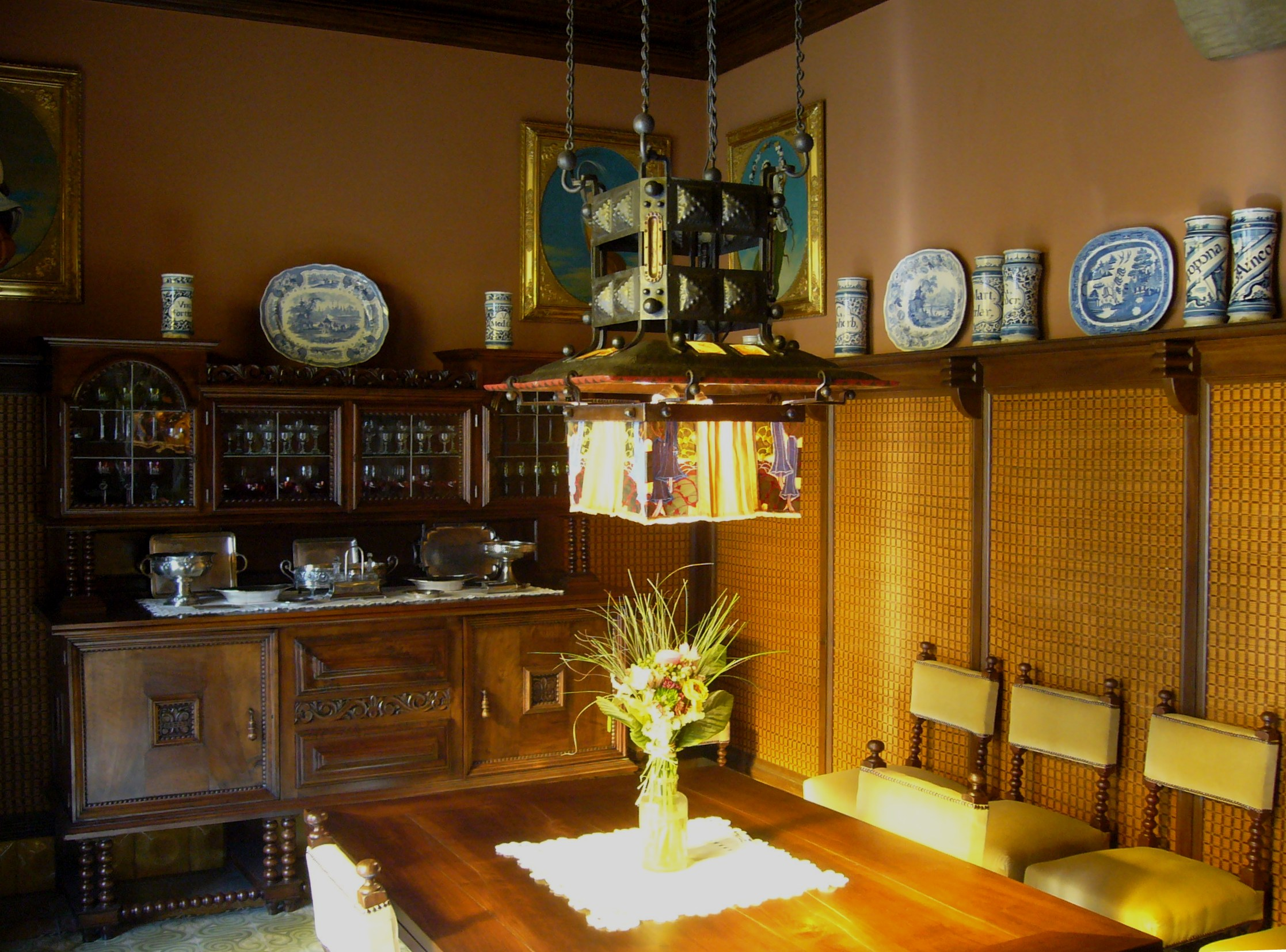
Интерьер дома Масо
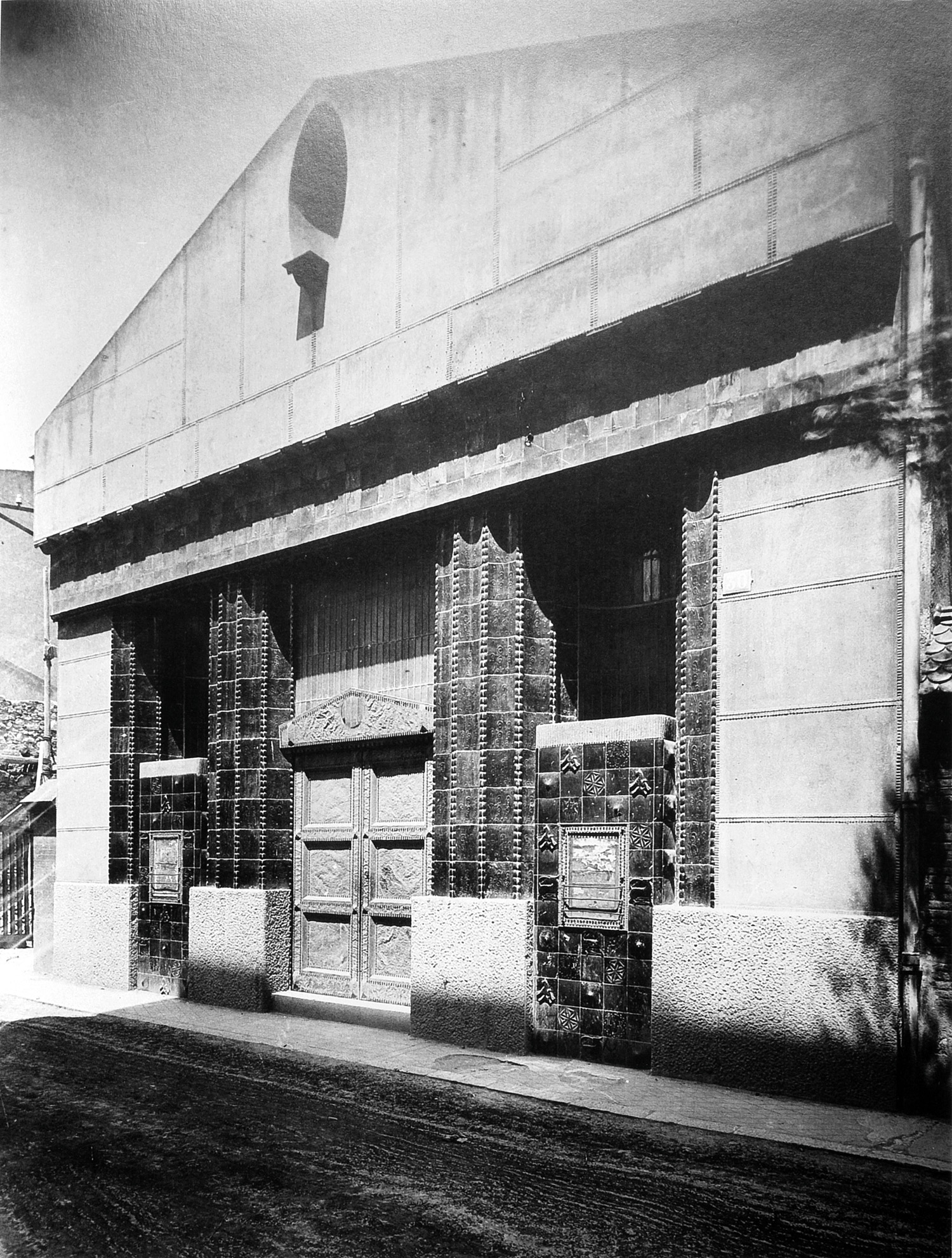
Культурный центр Athenea
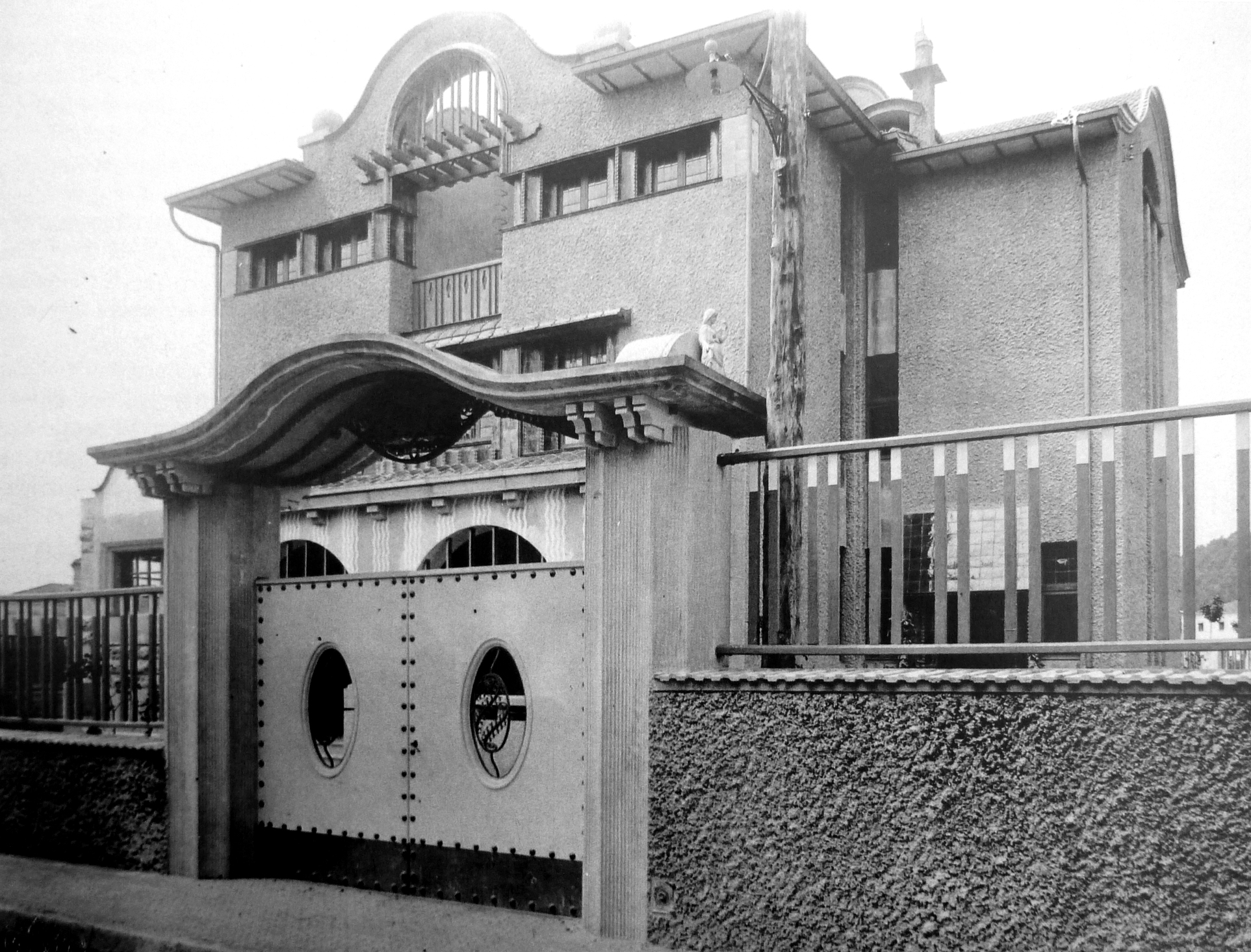
Дом Масрамона

## Музей Casa Maso
Музей Casa Maso расположен на улице Carrer de les Ballesteries близ реки Ониар (Onyar). Особняк, в котором находится музей, представляет собой пятиэтажное здание, перестроенное архитектором в 1911—1912 и 1918—1919 годах. Весь интерьер музея подлинный и сохранился со времен жизни здесь семьи архитектора. Дом Рафаэля Масо представляет собой синтез модерна и традиционной архитектуры Каталонии.

## Фонд Масо
Фонд Рафаэля Масо был создан в 2006 году при поддержке Городского Совета Жироны, Университета Жироны, семьи архитектора и других сообществ. Целью фонда является сохранение культурного наследия архитектора, а также информирование граждан о значении городского ансамбля и дизайна в современном обществе. Фонд активно участвует в жизни города, организует различные культурные мероприятия, работает со всеми возрастными аудиториями, уделяя особое внимание школьникам и студентам. Помимо этого, собрание Фонда включает обширную библиотеку, где можно обнаружить редкие книги об искусстве и литературе.